# Pensée complexe
 (février 2020).

La pensée complexe est un concept épistémologique proposé par Edgar Morin. Elle ne se réduit ni à la science ni à la philosophie, mais permettrait leur communication en opérant la navette de l’une à l’autre[réf. nécessaire]. Le mode complexe de pensée peut avoir une utilité pour aborder des problèmes organisationnels, sociaux et politiques. La pensée qui affronte l’incertitude peut éclairer les stratégies dans un monde devenu incertain. La première formulation de la pensée complexe date de 1982 dans le livre Science avec conscience de Morin : 

« Le but de la recherche de méthode n’est pas de trouver un principe unitaire de toute connaissance, mais d’indiquer les émergences d’une pensée complexe, qui ne se réduit ni à la science, ni à la philosophie, mais qui permet leur intercommunication en opérant des boucles dialogiques. »

Ce concept exprime une forme de pensée acceptant les imbrications de chaque domaine de la pensée et la transdisciplinarité. Le terme de complexité est pris au sens de son étymologie « complexus » qui signifie « ce qui est tissé ensemble », dans un enchevêtrement d'entrelacements (plexus).

## Apparition de la notion
Selon trois auteures canadiennes, Dodeler, Albert et Tremblay , c’est à partir de 1960 et à l’occasion d’un séjour de deux ans en Amérique du Sud, qu’Edgar Morin élabore la pensée complexe.  Plus tard, il élaborera ce qui est devenu la pensée complexe dans un ouvrage en six tomes, intitulé "La méthode". Ce travail sera traduit en vingt-sept langues et publiée dans quarante-deux pays et propose de répondre à la question «Comment penser la complexité ?»   Morin part d’une dénonciation de ce qu’il qualifie de « paradigme de simplification », qui tend à réduire et disjoindre les objets pour créer de la connaissance.  Ce paradigme, selon lui détruit les ensembles, dissocie les objets de leur environnement, néglige le lien qui associe l’observateur à la chose qu’il observe  . Il veut remplacer ce mode de pensée par le « paradigme de complexité » (Morin, 1995, p. 106). Il préconise d’arrêter de découper les champs de connaissances en disciplines compartimentées, pour appréhender le monde, ce que Morin qualifie de mode de reliance c’est-à-dire d’une pensée qui ne sépare pas, mais qui préfère rendre solidaires les personnes, les éléments, les idées, les disciplines, les concepts. « La notion de reliance, inventée par le sociologue belge  Marcel Bolle de Bal donnant une valeur substantive à ce qui n’était conçu qu’adjectivement, et en donnant un caractère actif à ce substantif. « Relié » est passif; « reliant » est participant, « reliance » est activant.

## Définition d'Edgar Morin
Edgar Morin déclare avoir découvert cette notion dans la définition de la complexité issue de l'œuvre de W. Ross Ashby.

« Quand je parle de complexité, je me réfère au sens latin élémentaire du mot « complexus », « ce qui est tissé ensemble ». Les constituants sont différents, mais il faut voir comme dans une tapisserie la figure d’ensemble. Le vrai problème (de réforme de pensée) c'est que nous avons trop bien appris à séparer. Il vaut mieux apprendre à relier. Relier, c’est-à-dire pas seulement établir bout à bout une connexion, mais établir une connexion qui se fasse en boucle. Du reste, dans le mot relier, il y a le « re », c’est le retour de la boucle sur elle-même. Or la boucle est autoproductive. À l’origine de la vie, il s’est créé une sorte de boucle, une sorte de machinerie naturelle qui revient sur elle-même et qui produit des éléments toujours plus divers qui vont créer un être complexe qui sera vivant. Le monde lui-même s’est autoproduit de façon très mystérieuse. La connaissance doit avoir aujourd’hui des instruments, des concepts fondamentaux qui permettront de relier. »

## Principes
Il convient davantage de parler de pensée complexe que de « pensée critique », puisque la pensée complexe englobe les trois modes de pensée : critique, créative et responsable. Les critères de la pensée critique sont les suivants : guidée par des critères particuliers, guidée par les procédures, auto-correctrice et sensible au contexte. Les critères de la pensée créative sont : guidée par des critères parfois contradictoires, heuristique, orientée davantage vers les résultats, auto-transcendante (synthétique), gouvernée par le contexte dans lequel elle apparaît. Quant à la pensée responsable, c’est une pensée qui présuppose une communication dialogique, une ouverture à l’autre et aux divergences et une volonté de changement.
Le passage de la pensée simple (deviner, préférer, croire…) à la pensée complexe (proposer des hypothèses de solution, créer des relations, rechercher des critères, s'appuyer sur des justifications valides, s'auto-corriger…) n'advient qu'à la suite d'un apprentissage systématique et requiert un environnement adéquat.

## Structure d'ensemble de la pensée complexe
Edgar Morin présente sa « pensée complexe » comme bâtie en 3 étages.
- D'abord trois théories : la théorie de l'information ; la cybernétique ; la théorie des systèmes. Ce premier étage lui fournit la notion d'organisation.
- À cette première couche, il ajoute la notion d'incertitude et de l'ordre issu du désordre qu'il résume par la formule : ordre/désordre/organisation. Ce deuxième étage lui procure la notion d'auto-organisation.
- À quoi il ajoute encore trois principes qui lui sont propres : le « principe dialogique » ; le « principe de récursion » ; le « principe hologrammatique »[9].

## Principes sous-jacents
Edgar Morin invite à réformer la pensée et à entrer dans un paradigme de complexité ou encore à se doter d'une épistémologie complexe. Il se base pour cela sur plusieurs principes :
La théorie de l'information permet selon Edgar Morin « d'entrer dans un univers où il y a à la fois de l'ordre (la redondance) et du désordre (le bruit) – et d'en extraire du nouveau, c'est-à-dire l'information elle-même, qui devient alors organisatrice (programmatrice) d'une machine cybernétique. L'information qui indique, par exemple, le vainqueur d'une bataille, résout une incertitude ; celle qui annonce la mort subite d'un tyran apporte l'inattendu, en même temps que la nouveauté ».
De la cybernétique, Edgar Morin retient l'idée de rétroaction, introduite par Norbert Wiener. La boucle de rétroaction (appelée feedback) joue le rôle d'un mécanisme amplificateur, par exemple, dans la situation de la montée aux extrêmes d'un conflit armé. La violence d'un protagoniste entraîne une réaction violente qui, à son tour, entraîne une réaction encore plus violente. Le principe de récursion organisationnelle est, quant à lui, une boucle génératrice dans laquelle les produits et les effets sont eux-mêmes producteurs et cause(s) de ce qui les produit. Ainsi le processus de reproduction animale (ou du vivant en général) est entièrement dépendant des individus qu'elle produit pour se perpétuer.
Selon la théorie des systèmes et le fait que « le tout est plus que la somme des parties », « il existe des qualités émergentes, c'est-à-dire qui naissent de l'organisation d'un tout, et qui peuvent rétroagir sur les parties ». En outre, il note que « le tout est également moins que la somme des parties car les parties peuvent avoir des qualités qui sont inhibées par l'organisation de l'ensemble ».
Le principe est le suivant : le tout est composé de parties et est supérieur à la somme de ses parties, étant sui generis (au sens durkheimien), il est donc une unité. Cependant ce tout est composé d'unités (ou parties) qui sont diverses. Donc, il y a de la diversité dans l'unité, comme il y a de l'unité dans la diversité.
L'« auto-éco-organisation », principe qu'il a créé en se basant sur le concept d'auto-organisation, est la capacité d'un système à être autonome et à interagir avec son environnement. Par exemple, il remarque que « l'être vivant (…) est assez autonome pour puiser de l'énergie dans son environnement, et même d'en extraire des informations et d'en intégrer de l'organisation ».
Le principe dialogique, qui assemble deux notions opposées et pourtant indissociables (par exemple le phénomène de la dualité onde-corpuscule) permet d'assembler des notions antagonistes et d'ainsi penser des processus complexes.
Selon le troisième principe, dit hologrammatique ou hologrammique , « la partie est dans le tout, mais le tout est dans la partie ». L'exemple le plus courant est le patrimoine génétique d'un individu qui se retrouve dans chaque cellule qui le compose, ou encore la société dans son entièreté est présente dans chaque personne, du fait de sa langue, sa culture, des normes sociales qu’elle fait vivre au quotidien.
Morin a mis plus tardivement en évidence un principe qu’il nomme «auto-éco-organisation» : tout être vivant ne peut être compris que parce qu’il s’autonomise et s’éco-organise pour exister. En d’autres termes, un être vivant ne peut être pensé que dans, contre ou avec son environnement, c’est-à-dire son auto-écologie.
Le principe dialogique relie deux éléments apparemment contradictoires, mais complémentaires. Par exemple, dans le cas des systèmes vivants, la vie porte en elle continuellement la mort.
Le principe de la réintroduction du connaissant dans toute connaissance est primordial selon Morin. Il s’agit d’inclure la réflexivité du sujet sur ses interdépendances avec l’environnement socio-historique. Toute connaissance doit être « connaissance de la connaissance » et contenir une auto-réfléxivité et une auto-critique.